# Alviano
Alviano är en ort och kommun i provinsen Terni i regionen Umbrien i Italien. Kommunen hade 1 438 invånare (2018).